# Hoàng Đồng
Hoàng Đồng là một xã cũ thuộc thành phố Lạng Sơn, tỉnh Lạng Sơn, Việt Nam.

## Địa lý
Xã Hoàng Đồng nằm ở phía bắc thành phố Lạng Sơn, có vị trí địa lý:
- Phía đông giáp huyện Cao Lộc
- Phía tây giáp huyện Cao Lộc và xã Quảng Lạc
- Phía nam giáp phường Tam Thanh và phường Hoàng Văn Thụ
- Phía bắc giáp huyện Cao Lộc.

Theo thống kê năm 2019, xã Hoàng Đồng có diện tích 24,79 km², dân số là 14.994 người, mật độ dân số đạt 605 người/km².

## Hành chính
Xã Hoàng Đồng được chia thành 22 thôn, bản: Nà Pàn, Chi Mạc, Tàng Khảm, Đồng Én, Quán Hồ, Nà Tâm, Nà Đon, Bản Mới, Nà Lượt, Nặm Thoỏng, Phai Trần, Bó Ma, Vĩ Thượng, Vĩ Hạ, Đồi Chè, Bản Viển, Khòn Pịt, Nà Kéo, Nà Sèn, Nà Trang A, Tổng Huồng, Khuổi Phát. 

## Lịch sử
Xã Hoàng Đồng trong lịch sử vốn là một xã thuộc tổng Trừ Trĩ, châu Thoát Lãng, phủ Tràng Định.
Ngày 30 tháng 8 năm 1977, chuyển xã Hoàng Đồng thuộc huyện Cao Lộc vào thị xã Lạng Sơn.
Ngày 1 tháng 7 năm 2025 Ủy ban Thường vụ Quốc hội ban hành Nghị quyết số 1672/NQ-UBTVQH15 về việc sắp xếp các đơn vị hành chính cấp xã của tỉnh Lạng Sơn năm 2025. Theo đó,Sắp xếp toàn bộ diện tích tự nhiên, quy mô dân số của phường Tam Thanh và xã Hoàng Đồng thành phường mới có tên gọi là phường Tam Thanh.